# Mickey egér (televíziós sorozat)
A Mickey egér (eredeti cím: Mickey Mouse) 2013 és 2019 között futott amerikai televíziós 2D-s számítógépes animációs vígjátéksorozat, amelyet Paul Rudish alkotott.
Amerikában 2013. június 28-án a Disney Channel mutatta be. Magyarországon 2013. november 2-án szintén a Disney Channel mutatta be. 2018. december 23-án az RTL Klub is elkezdte sugározni a Disney Napon.

## Ismertető
Mickey egér új formában tért vissza. A szereplők ugyanazok maradtak, akik szoktak, a humor pedig természetesen nem marad ki.

## Szereplők
| Szereplő     | Eredeti hang         | Magyar hang       |
| ------------ | -------------------- | ----------------- |
| Mickey egér  | Chris Diamantopoulos | Rajkai Zoltán     |
| Minnie egér  | Russi Taylor         | Mezei Kitty       |
| Donald kacsa | Tony Anselmo         | Bolba Tamás       |
| Daisy kacsa  | Tress MacNeille      | Orosz Anna        |
| Goofy        | Bill Farmer          | Dézsy Szabó Gábor |
| Pluto        | Bill Farmer          | saját hangján     |
| Pete         | Jim Cummings         | Vass Gábor        |

## Epizódok
| Évad | Évad | Epizódok | Eredeti sugárzás  | Eredeti sugárzás | Magyar sugárzás    | Magyar sugárzás     |
| Évad | Évad | Epizódok | Évadpremier       | Évadfinálé       | Évadpremier        | Évadfinálé          |
| ---- | ---- | -------- | ----------------- | ---------------- | ------------------ | ------------------- |
|      | 1    | 18       | 2013. június 28.  | 2014. március 7. | 2013. november 2.  | 2014. július 12.    |
|      | 2    | 19       | 2014. április 11. | 2015. június 9.  | 2014. július 19.   | 2015. július 18.    |
|      | 3    | 20       | 2015. július 17.  | 2016. július 29. | 2015. október 31.  | 2016. október 16.   |
|      | 4    | 19       | 2017. június 9.   | 2018. július 14. | 2017. november 18. | 2019. augusztus 16. |
|      | 5    | 18       | 2018. október 6.  | 2019. július 20. | TBA                | TBA                 |